# Chiesa della Madonna del Carmine (Peccioli)
La chiesa della Madonna del Carmine si trova a Peccioli, in provincia di Pisa, diocesi di Volterra.

## Storia e Descrizione

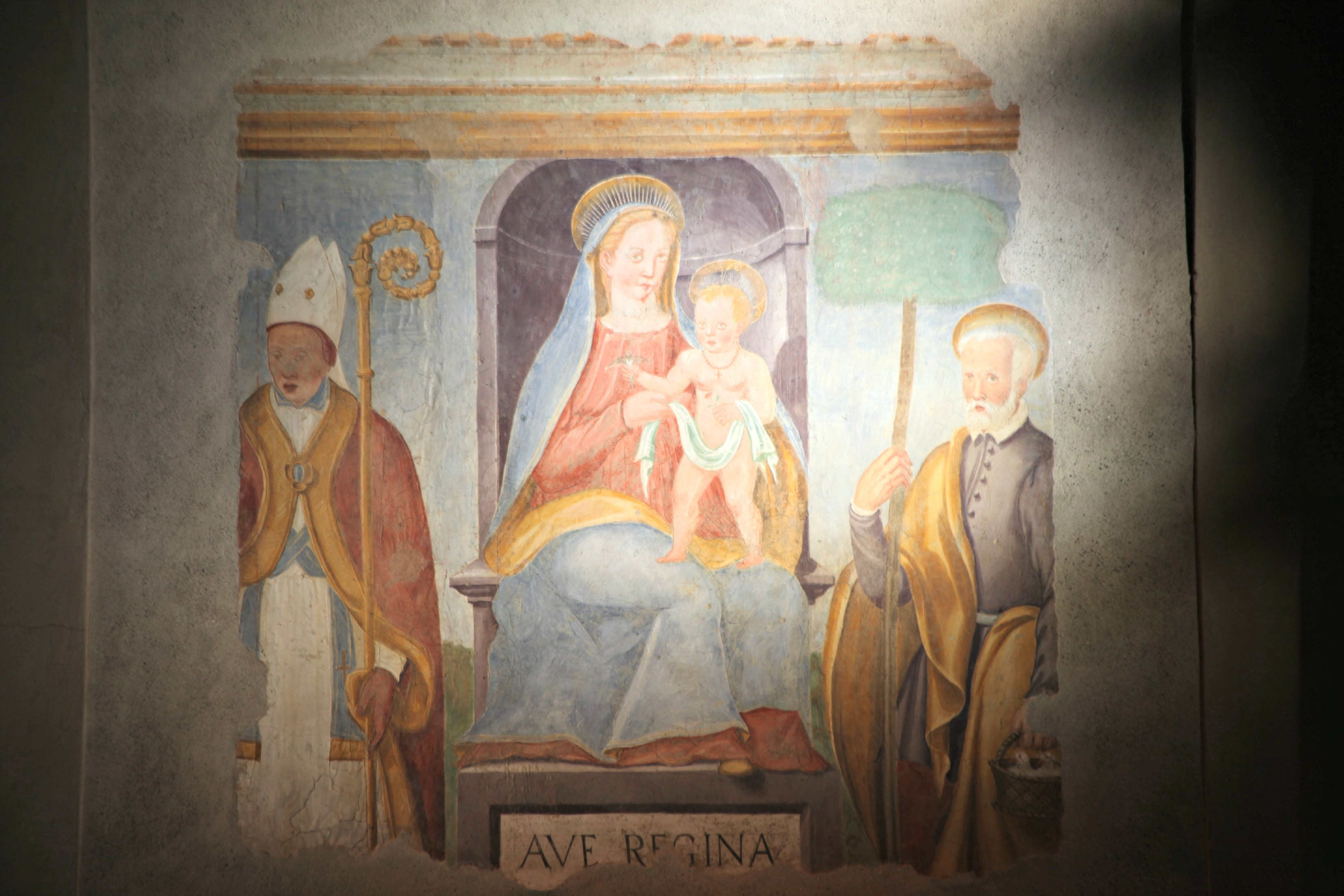
Madonna col Bambino in trono e Santi

Costruita in laterizi, è circondata su tre lati da un portico. Come ricordano due lapidi all'interno, essa fu completamente restaurata nel 1850 in seguito ai danni causati dal terribile terremoto di quattro anni prima che aveva devastato la zona della Valdera e delle colline pisane.
La chiesa precedente risaliva alla metà del Seicento; di essa rimangono gli altari laterali in pietra serena e, forse, un dipinto murale raffigurante la Madonna col Bambino in trono e santi.